# Variété algébrique affine
Ne doit pas être confondu avec les variétés affines (ou sous-espaces affines) en géométrie affine
En géométrie algébrique, une variété affine est un modèle local pour les variétés algébriques, c'est-à-dire que celles-ci sont obtenues par recollement de variétés affines.  Grossièrement, une variété affine est un ensemble algébrique affine X avec une structure algébrique supplémentaire qui est la donnée de l'anneau des fonctions régulières sur chaque partie ouverte de X. 

## Origine

### Points de vue analytique et algébrique
Le point de vue le plus simple pour décrire une variété algébrique affine est l'ensemble des solutions d'un système d'équations polynomiales à coefficients dans un corps commutatif K. Autrement dit, une variété affine est une partie de Kn dont les points annulent des polynômes P1, ...,Pr de K[X1, ...,Xn]. La géométrie algébrique offre une vision purement algébrique de ce concept de variété affine, par l'équivalence suivante :
avec Spm le spectre maximal (i.e. l'ensemble des idéaux maximaux), {\displaystyle (P_{1},\dots ,P_{r})}  l'idéal engendré par les {\displaystyle P_{i}} et √ le radical d'un idéal.
Le point de vue de gauche est dit analytique et celui de droite algébrique. Dans le point de vue algébrique on ne manipule plus des points de Kn mais des polynômes à n indéterminées.
Exemples
- L'ensemble {\displaystyle K^{n}} est une variété algébrique affine (lieu d'annulation du polynôme nul), il correspond à Spm K[X1, ...,Xn] entier.
- Le cercle x² + y² = 1 dans ℝ² est une variété affine, de même que les coniques.

### Explication de la correspondance ≡
On note A = K[X1, ...,Xn] / √( P1, ...,Pr) la K-algèbre quotient servant à définir la variété affine.
Ce quotient permet d'écrire Pi (X1, ...,Xn) = 0 en remplaçant les petits xj ∈ K par des grands Xj indéterminés. On peut donc formellement effectuer les mêmes calculs sur les Xj que sur les xj.
Le radical d'idéal autorise les simplifications de la forme 
{\displaystyle Q(X_{1},\dots ,X_{n})^{m}=0\quad \Rightarrow \quad Q(X_{1},\dots ,X_{n})=0}
avec Q un polynôme et m entier positif, à l'instar de ce qui se passerait en travaillant avec les petits xj ∈ K. Autrement dit A est une K-algèbre réduite, au sens où son seul élément nilpotent est 0.
L'opération Spm sert à extraire de A un ensemble que l'on a envie d'identifier avec Z(P1, ...,Pr) ⊂ Kn, l'intersection des zéros de tous les Pi, c'est-à-dire la variété du point de vue analytique. On a en effet l'injection canonique suivante
{\displaystyle {\begin{array}{rcl}\phi :Z(P_{1},\dots ,P_{r})&\to &{\text{Spm }}(K[X_{1},\dots ,X_{n}]/{\sqrt {(P_{1},\dots ,P_{r})}})\\(a_{1},\dots ,a_{n})&\mapsto &\pi (\,(X_{1}-a_{1},\dots ,X_{n}-a_{n})\,)\end{array}}}
avec π la projection canonique dans l'anneau quotient. Si de surcroît le corps K est algébriquement clos, le Nullstellensatz prouve que cette injection est une bijection. Lorsque K n'est pas algébriquement clos, l'application {\displaystyle \pi } n'est plus surjective en général. Par exemple le membre de gauche peut être vide sans que celui de droite le soit. 
Une information sur la variété affine est codée dans l'intégrité de A. Considérons notamment la variété affine réelle (x-1)(x-2) = 0. Par intégrité dans les réels, on déduit immédiatement que x=1 ou x=2, ce qui fait que la variété a 2 points. On vérifie que Spm A a également 2 points, comme il se doit. En revanche on ne peut ni écrire X=1 ni X=2 dans les polynômes, car chacun réduirait la variété à 1 point, A n'est donc pas intègre ici. Il vient qu'une variété affine est faite d'un seul morceau si et seulement si son algèbre quotient A est intègre, i.e. √(P1, ...,Pr) est un idéal premier. On dit dans ce cas que la variété est irréductible.
On remarque enfin que A est une K-algèbre de type fini ; le reste de cet article est donc consacré à la structure des spectres maximaux de ces algèbres. On verra que ce sont des espaces topologiques localement annelés.

## Dimension de Krull
On définit désormais une variété algébrique affine comme Spm A, avec A une K-algèbre de type fini. Une variété affine est alors naturellement munie de la topologie de Zariski. Ici nous ne considérons que le spectre maximal et non la totalité du spectre premier ; il n'y a donc pas de points génériques et les variétés affines vérifient l'axiome de séparation T1, au lieu de T0.
Avec la topologie de Zariski, on a une bonne définition de la dimension, la dimension de Krull, qui coïncide avec l'intuition sur les cas simples.

## Faisceau des fonctions régulières
Lorsque {\displaystyle k} est algébriquement clos et {\displaystyle A} est réduit, tout élément {\displaystyle f} de {\displaystyle A} peut s'identifier à une application {\displaystyle {\rm {Spm}}(A)\to k}, qui à tout idéal maximal {\displaystyle m} associe la classe de {\displaystyle f} dans {\displaystyle A/m=k}. Lorsque {\displaystyle A=k[X_{1},\ldots ,X_{n}]}, cette application n'est autre que l'application polynomiale associée à {\displaystyle f} lorsque {\displaystyle {\rm {Spm}}(A)} est identifié à {\displaystyle k^{n}} par le théorème des zéros de Hilbert. 
Par analogie, dans le cas général ({\displaystyle k} quelconque, et {\displaystyle A} non nécessairement réduit), les éléments de {\displaystyle A} sont appelés des fonctions régulières sur {\displaystyle {\rm {Spm}}(A)} (par opposition aux fonctions rationnelles qui peuvent avoir des pôles). Et puisque la localisation {\displaystyle A_{f}} a pour spectre maximal {\displaystyle D(f)}, il est naturel d'appeler les éléments de {\displaystyle A_{f}} des fonctions régulières sur l'ouvert {\displaystyle D(f)}. 
Pour définir les fonctions régulières sur des ouverts quelconques de {\displaystyle {\rm {Spm}}(A)}, nous avons besoin de la notion de faisceaux  sur {\displaystyle {\rm {Spm}}(A)}. 
Proposition — Soit {\displaystyle X} l'espace topologique {\displaystyle {\rm {Spm}}(A)}. À isomorphisme près, il existe un unique faisceau d'anneaux commutatifs {\displaystyle O_{X}} sur {\displaystyle X} dont l'anneau des sections sur tout ouvert principal {\displaystyle D(f)} s'identifie à l'anneau localisé {\displaystyle A_{f}}. Pour tout idéal maximal {\displaystyle m} de {\displaystyle A}, l'anneau des germes de fonctions régulières en {\displaystyle m} (vu comme un point de {\displaystyle X}) s'identifie au localisé {\displaystyle A_{m}} de {\displaystyle A} en {\displaystyle m}.
Pour tout ouvert {\displaystyle U}, les éléments de {\displaystyle O_{X}(U)} sont appelés des fonctions régulières sur {\displaystyle U}.  Le couple {\displaystyle X,O_{X}} est un espace localement annelé. Et le faisceau {\displaystyle O_{X}} est appelé le faisceau structural de {\displaystyle (X,O_{X})}. 
Exemples
- Si {\displaystyle X={\rm {Spm}}(k[X_{1},\ldots ,X_{n}])} et si {\displaystyle U} est un ouvert, réunion d'ouverts principaux {\displaystyle D(f_{1}),\ldots ,D(f_{m})}, alors {\displaystyle O_{X}(U)=k[X_{1},\ldots ,X_{n}]_{f}}, où {\displaystyle f} est un pgcd des {\displaystyle f_{i}}. Attention que {\displaystyle U\neq D(f)} en général.
- Supposons {\displaystyle A} intègre de corps des fractions {\displaystyle K}. Alors toute localisation de {\displaystyle A} se plonge canoniquement dans {\displaystyle K}. Les fonctions régulières sur un ouvert {\displaystyle U} sont alors les fractions {\displaystyle \alpha } telle que pour tout ouvert principal {\displaystyle D(f)} contenu dans {\displaystyle U}, {\displaystyle \alpha } peut s'écrire sous la forme {\displaystyle g/f^{n}} pour un {\displaystyle g\in A} et un entier naturel {\displaystyle n}. Comme {\displaystyle f} ne s'annule jamais dans {\displaystyle D(f)} (c'est-à-dire que {\displaystyle f} n'appartient à aucun idéal maximal dans {\displaystyle D(f)\subseteq {\rm {Spm}}(A)}) , {\displaystyle \alpha } est une fraction rationnelle sans pôle dans {\displaystyle U} en un certain sens.

Si {\displaystyle \phi :A\to B} est un morphisme de {\displaystyle k}-algèbres, qui induit une application continue {\displaystyle f:Y={\rm {Spm}}(B)\to X={\rm {Spm}}(A)}, alors on a un morphisme d'espaces localement annelés {\displaystyle (X,O_{X})\to (Y,O_{Y})} dont l'application continue sous-jacente est {\displaystyle f}, et 
le morphisme d'anneaux {\displaystyle B=O_{Y}(Y)\to A=O_{X}(X)} est {\displaystyle \phi }.

## Définition formelle
Une variété (algébrique) affine sur un corps {\displaystyle k} est un espace localement annelé de la forme {\displaystyle (X,O_{X})} où {\displaystyle X} est le spectre maximal d'une {\displaystyle k}-algèbre de type fini {\displaystyle A} muni de la topologie de Zariski, et où {\displaystyle O_{X}} est le faisceau des fonctions régulières sur {\displaystyle X}.  S'il n'y a pas de confusion possible, la variété affine {\displaystyle (X,O_{X})} sera notée simplement {\displaystyle X}. 
Un morphisme de variétés affines {\displaystyle X\to Y} est un morphisme d'espaces localement annelés {\displaystyle (X,O_{X})\to (Y,O_{Y})}. 
Exemple La variété affine {\displaystyle {\rm {Spm}}(k[X_{1},\ldots ,X_{n}])} s'appelle l'espace affine de dimension {\displaystyle n} sur {\displaystyle k}.

## Premières propriétés
- Un morphisme de variétés affines {\displaystyle f:{\rm {Spm}}(B)\to {\rm {Spm}}(A)} est uniquement déterminé par un morphisme de {\displaystyle k}-algèbres {\displaystyle \phi :A\to B} et le morphisme {\displaystyle f} est celui qui est associé à {\displaystyle \phi } comme plus haut. Ainsi un morphisme

est toujours donné par un morphisme de {\displaystyle k}-algèbres {\displaystyle \psi :k[Y_{1},\ldots ,Y_{m}]\to k[X_{1},\ldots ,X_{n}]} tel que {\displaystyle \psi (J)\subseteq I}. Au plan ensembliste (si {\displaystyle k} est algébriquement clos), le morphisme envoie un point {\displaystyle (x_{1},\ldots ,x_{n})\in Z(I)} sur {\displaystyle (P_{1}(x_{1},\ldots ,x_{n}),\ldots ,P_{m}(x_{1},\ldots ,x_{n}))}, où {\displaystyle P_{i}(X_{1},\ldots ,X_{n})=\psi (Y_{i})}. C'est une application polynomiale. 
- Toute sous-variété fermée d'une variété affine {\displaystyle {\rm {Spm}}(A)} est une variété affine {\displaystyle {\rm {Spm}}(A/I)} pour un idéal {\displaystyle I}.
- Pour tout {\displaystyle f\in A}, la variété affine {\displaystyle {\rm {Spm}}(A_{f})} est une sous-variété ouverte de {\displaystyle {\rm {Spm}}(A)} dont l'espace sous-jacent est {\displaystyle D(f)}.
- En général, il existe des sous-variétés ouvertes affines de {\displaystyle {\rm {Spm}}(A)} qui ne sont pas de la forme {\displaystyle {\rm {Spm}}(A_{f})}, et il existe des sous-variétés ouvertes qui ne sont pas affines.

## Espaces tangent et cotangent de Zariski
Puisque les polynômes se dérivent formellement (et que leurs dérivées sont des polynômes), on peut algébriser une partie des calculs de la géométrie différentielle. Il est notamment possible d'effectuer des calculs linéaires sur une variété algébrique Spm A en chacun de ses points m, en y construisant un espace vectoriel tangent et cotangent. Ces espaces vectoriels s'obtiennent à partir de l'anneau localisé Am.

## Référence
- (en) Robin Hartshorne, Algebraic Geometry [détail des éditions], chap. I (Le corps de base est algébriquement clos.)